# Topologischer Raum

Beispiele und Gegenbeispiele zu Topologien – die sechs Abbildungen stellen Teilmengen der Potenzmenge von {1,2,3} dar (der kleine Kreis links oben ist jeweils die leere Menge). Die ersten vier sind Topologien; im Beispiel unten links fehlt {2,3}, unten rechts {2} zur Topologie-Eigenschaft.

Die Untersuchung der topologischen Räume ist der grundlegende Gegenstand der Teildisziplin Topologie der Mathematik. Durch die Einführung einer topologischen Struktur auf einer Menge lassen sich intuitive  Konzepte wie „Nähe“ und „Streben gegen“ aus dem Anschauungsraum auf sehr viele und sehr allgemeine Strukturen übertragen und mit präziser Bedeutung versehen.

## Definition
Eine Topologie auf einer Grundmenge {\displaystyle X} ist ein Mengensystem {\displaystyle T}, bestehend aus Teilmengen von {\displaystyle X}, die offene Mengen genannt werden und die folgenden Axiome erfüllen:
- Die leere Menge {\displaystyle \emptyset } und {\displaystyle X} sind Elemente von {\displaystyle T}.
- Die Schnittmenge endlich vieler offener Mengen ist ein Element von {\displaystyle T}, das heißt für {\displaystyle U_{1},\dots ,U_{n}\in T} gilt
{\displaystyle U_{1}\cap \cdots \cap U_{n}\in T}.
- Die Vereinigung beliebig vieler offener Mengen ist ein Element von {\displaystyle T}, das heißt für jede Familie {\displaystyle (U_{i})_{i\in J}\subseteq T} gilt
{\displaystyle \bigcup \limits _{i\in J}U_{i}\in T}.

Man nennt das Paar {\displaystyle (X,T)} einen topologischen Raum.
Es gibt mehrere unterschiedliche Axiomensysteme der Allgemeinen Topologie, die alle zueinander äquivalent sind.

## Grundbegriffe

### Sprechweise: Elemente sind Punkte, die Menge ist ein Raum
Aus dem Anschauungsraum hat sich die Bezeichnung „Punkt“ für ein Element der Grundmenge {\displaystyle X} und die Bezeichnung „(topologischer) Raum“ für die Grundmenge, die die „topologische Struktur“ trägt, durchgesetzt. Formal korrekt ist ein topologischer Raum aber das Paar {\displaystyle (X,T)}, welches aus der strukturtragenden Menge {\displaystyle X} und dem strukturdefinierenden Teilmengensystem {\displaystyle T} (der „Topologie“) besteht. Ist indes der Kontext klar, so spricht man lediglich von dem topologischer Raum {\displaystyle X},  ohne die Topologie {\displaystyle T} zu erwähnen.

### Dual: abgeschlossen
Eine Teilmenge des topologischen Raums {\displaystyle X}, deren Komplement eine offene Menge ist, heißt abgeschlossen. Wenn man die oben formulierte Definition dualisiert und das Wort „offen“ durch „abgeschlossen“ ersetzt (sowie Schnitt und Vereinigung vertauscht), ergibt sich eine gleichwertige Definition des Begriffs „topologischer Raum“ über dessen System abgeschlossener Mengen.

### Umgebungen
In einem topologischen Raum hat jeder Punkt {\displaystyle x} einen Filter {\displaystyle U(x)} von Umgebungen. Damit lässt sich der intuitive Begriff von „Nähe“ mathematisch fassen. Auch dieser Begriff kann einer Definition des Topologischen Raums zugrunde gelegt werden.

### Vergleich von Topologien: gröber und feiner
Auf einer festen Menge {\displaystyle X} kann man gewisse Topologien {\displaystyle T} und {\displaystyle S} miteinander vergleichen:
Man nennt eine Topologie {\displaystyle T} feiner als eine Topologie {\displaystyle S}, wenn {\displaystyle S\subseteq T} ist, wenn also jede in {\displaystyle S} offene Menge auch in {\displaystyle T} offen ist. {\displaystyle S} heißt dann gröber als {\displaystyle T}. Sind die beiden Topologien verschieden, sagt man auch, {\displaystyle T} sei echt feiner als {\displaystyle S}, und {\displaystyle S} sei echt gröber als {\displaystyle T}.
Es gibt im Allgemeinen auf {\displaystyle X} auch Topologien {\displaystyle T} und {\displaystyle S}, die sich nicht in diesem Sinn vergleichen lassen. Für sie existiert eine eindeutige gemeinsame Verfeinerung, das ist die gröbste Topologie auf {\displaystyle X}, die beide Topologien umfasst. Dual zu dieser gemeinsamen Verfeinerung ist die durch die Schnittmenge {\displaystyle S\cap T} gegebene Topologie. Sie ist die feinste Topologie, die in beiden Topologien enthalten ist. Durch die Relation „ist feiner als“ werden die Topologien auf einer Menge zu einem Verband.
Diese Sprechweise ist kompatibel mit der „feiner“-Ordnung der Umgebungssysteme als Filter: Ist {\displaystyle x} ein fester Punkt des Raums, dann ist der von der feineren Topologie {\displaystyle T} erzeugte Umgebungsfilter {\displaystyle V(x)} feiner als der von der gröberen Topologie {\displaystyle S} erzeugte {\displaystyle U(x)}.

### Morphismen: Stetige Abbildungen
Wie bei jeder mathematischen Struktur gibt es auch bei den topologischen Räumen strukturerhaltende Abbildungen (Morphismen). Hier sind es die stetigen Abbildungen: Eine Abbildung
{\displaystyle f\colon (X,S)\to (Y,T)} ist (global) stetig, wenn das Urbild jeder offenen Teilmenge {\displaystyle O} von {\displaystyle Y} eine offene Menge in {\displaystyle X} ist, formal: {\displaystyle O\in T\implies f^{-1}(O)\in S}.
Die Isomorphismen heißen hier Homöomorphismen, dies sind bijektive stetige Abbildungen, deren Umkehrung ebenfalls stetig ist.
Strukturell gleichartige (isomorphe) topologische Räume nennt man homöomorph.

## Beispiele

Topologische Räume in Bezug zu anderen Nähe definierenden Strukturen

- Auf jeder Grundmenge {\displaystyle X} existieren als triviale Beispiele von Topologien:
  1. Die triviale oder indiskrete Topologie, die nur die leere Menge und die Grundmenge enthält. Sie ist die gröbste Topologie auf {\displaystyle X}.
  2. Die diskrete Topologie, die alle Teilmengen enthält. Sie ist die feinste Topologie auf {\displaystyle X}.
- Auf einer unendlichen Menge {\displaystyle M} (z. B. der Menge {\displaystyle \mathbb {N} } der natürlichen Zahlen) kann man die kofinite Topologie einführen: Offen ist die leere Menge sowie jede Teilmenge von {\displaystyle M}, deren Komplement nur endlich viele Elemente enthält.
- Jede streng totalgeordnete Menge kann man in natürlicher Weise mit ihrer Ordnungstopologie versehen.
- Die offenen Kugeln in einem metrischen Raum erzeugen (als Basis) eine Topologie, die von der Metrik induzierte Topologie.
  - Spezielle metrische Räume sind die normierten Räume, hier wird die Metrik und damit die natürliche Topologie (Normtopologie) von der Norm induziert.
- Einige konkrete topologische Räume mit speziell konstruierten Eigenschaften tragen die Namen ihrer Entdecker, z. B. Arens-Fort-Raum, Cantor-Raum, Hilbertwürfel, Michael-Gerade, Niemytzki-Raum, Sorgenfrey-Ebene, Tichonow-Planke etc.

## Erzeugung topologischer Räume
- Man kann ein beliebiges System {\displaystyle S} von Teilmengen einer Menge {\displaystyle X} zu einer Topologie auf {\displaystyle X} erweitern, indem man fordert, dass (mindestens) alle Mengen aus {\displaystyle S} offen sind. Damit wird {\displaystyle S} zur Subbasis einer Topologie auf {\displaystyle X}.
- Jeder Teilmenge {\displaystyle Y} eines topologischen Raums {\displaystyle X} kann eine Unterraumtopologie zugeordnet werden. Dabei sind die offenen Mengen gerade die Schnitte der in {\displaystyle X} offenen Mengen mit der Teilmenge {\displaystyle Y}.
- Bei jeder Familie von topologischen Räumen kann das mengentheoretische Produkt der Grundmengen mit der Produkttopologie versehen werden:
  - Bei endlichen Produkten bilden die Produkte der offenen Mengen aus den Faktorräumen eine Basis dieser Topologie.
  - Bei unendlichen Produkten bilden diejenigen Produkte von offenen Mengen aus den Faktorräumen eine Basis, bei denen alle bis auf endlich viele Faktoren jeweils den ganzen betreffenden Raum umfassen.
  - Wählt man in einem unendlichen Produkt als Basis die kartesischen Produkte von offenen Mengen aus den Faktorräumen, dann erhält man die Box-Topologie auf dem Produkt. Diese ist (i. A. echt) feiner als die Produkttopologie.
- Eine Verallgemeinerung der Beispiele Unterraum- und Produkttopologie ist die Konstruktion einer Initialtopologie. Hier wird die Topologie auf einer Menge {\displaystyle X} durch die Forderung definiert, dass bestimmte Abbildungen aus {\displaystyle X} in andere topologische Räume stetig sein sollen. Die Initialtopologie ist die gröbste Topologie auf {\displaystyle X} mit dieser Eigenschaft.
- Eine Quotiententopologie entsteht, indem man in einem topologischen Raum {\displaystyle X} gewisse Punkte miteinander verklebt (identifiziert). Formal geschieht dies durch eine Äquivalenzrelation, die Punkte des Quotientenraums sind also Klassen von Punkten aus {\displaystyle X}.
- Eine Verallgemeinerung des Beispiels Quotiententopologie ist die Konstruktion einer Finaltopologie. Hier wird die Topologie auf einer Menge {\displaystyle X} durch die Forderung definiert, dass bestimmte Abbildungen aus anderen topologischen Räumen nach {\displaystyle X} stetig sein sollen. Die Finaltopologie ist die feinste Topologie auf {\displaystyle X} mit dieser Eigenschaft.